# سلام وهدنة الله

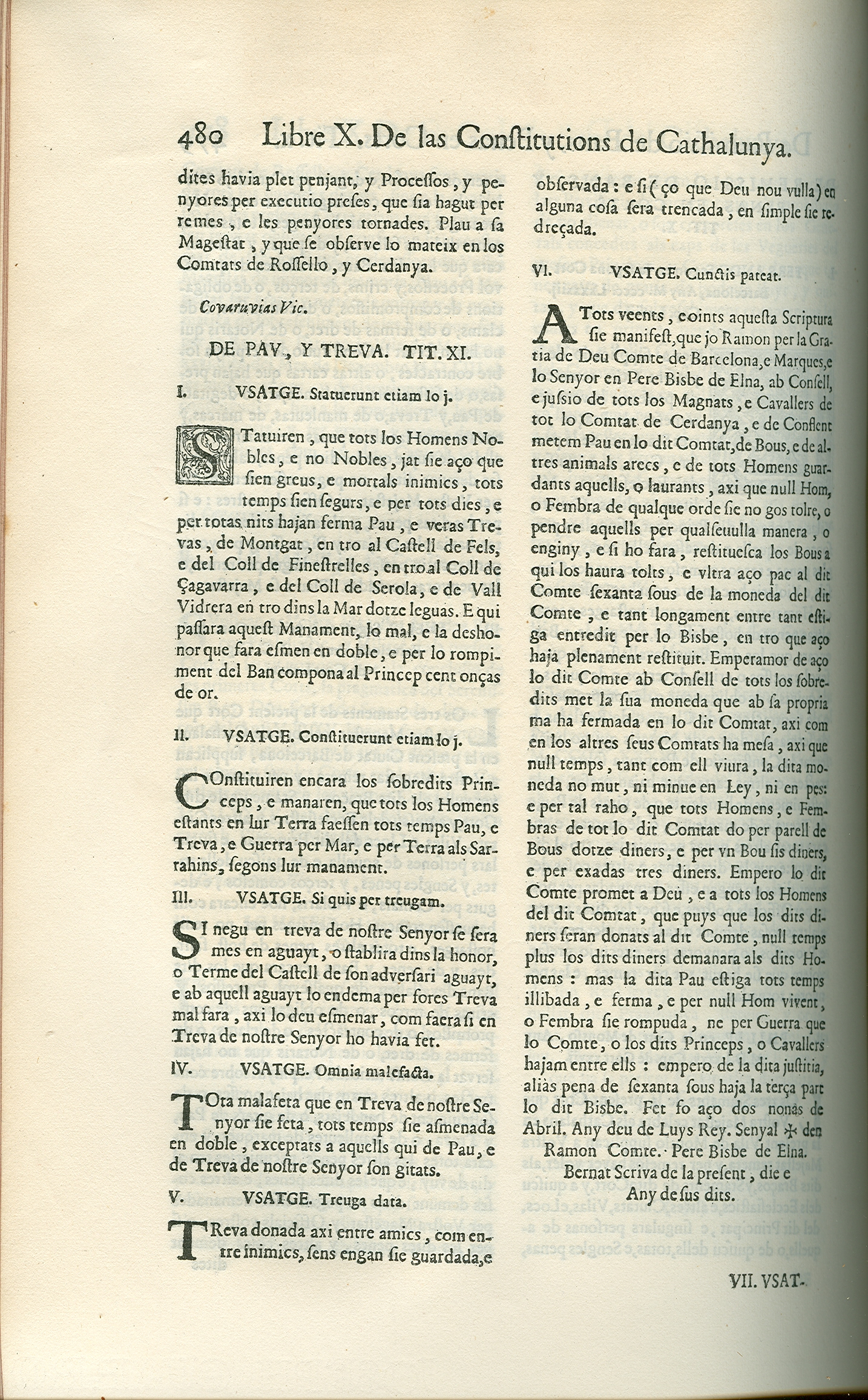

سلام وهدنة الله (باللاتينية: Pax et treuga Dei؛ بالألمانية: Gottesfrieden؛ بالفرنسية: Paix Paix de Dieu) كانت حركة في العصور الوسطى برئاسة الكنيسة الكاثوليكية. وكان الهدف من حركة سلام وهدنة الله الحد من عنف الثأر ضد المستوطنين بالنصف الغربي من الإمبراطورية الكارولنجية السابقة - بعد انهيارها في منتصف القرن التاسع- جراء استخدام التهديد بالجزاءات الروحية. 
وبشكل أعم، سلام و هدنة الله كانت محاولة من جانب الكنيسة للسيطرة على العنف و الحرب في المجتمع الإقطاعي، وذلك بتطبيق الجزاءات الروحية. وهذه الحركة كانت أول محاولة منظمة من طرف الكنيسة للسيطرة على المجتمع المدني في أوروبا في العصور الوسطى بوسائل غير عنيفة. هدنة الله أعلنت في عام 1027 في مجلس تولوجيس وهي تابعة لحركة سلام الله، والتي أعلن عنها عام 989 في مجلس كارو. ونجت هذه الحركة بأي شكل من الأشكال حتى القرن الثالث عشر.
وقد لخص جورج دبي الآثار الاجتماعية الآخذة في الاتساع خلال حركة سلام الله: